# Gotlands landskapsvapen
Gotlands landskapsvapen är:  I blått fält en stående vädur av silver med beväring av guld, bärande på en korsprydd stång av guld ett rött baner med bård och fem flikar av guld. Vapnet kröns i likhet med alla landskapsvapen av en hertiglig krona.
Vapnet är taget från det första kända gotländska sigillet från 1280, och avbildar en variant av Agnus Dei-motivet, och i flera äldre vapenbilder framställs djuret som ett lamm. I samband med vapenbeskrivningen 1936 fastställdes dock vapenbilden som en gumse (vädur).
Enligt statsheraldikern Henrik Klackenberg var aldrig Gotland representerat vid Gustav Vasas liktåg 1560 vilket ibland har påståtts. Gotland tillhörde ännu Danmark vid denna tid. Vapnet togs bort från svenska uppteckningar 1570, men återinfördes i samband med att Gotland blev svenskt vid freden i Brömsebro 1645. 
Gotlands län för ett vapen identiskt med landskapets, men med kunglig krona i stället för hertiglig. Gotlands kommun har ett vapen med en sköld utan krona, skillnaden i det gotländska kommunvapnet jämfört med landskapsvapnet är bara att kommunvapnets fält är rött i stället för blått.

## Gotlands flagga
Flera olika flaggor används som symbol för Gotland. Landskapets officiella flagga är landskapsvapnet uppslaget på en flaggduk.
Mellan 1980 och 2011 använde Gotlands kommun en liknande flagga fast med röd bakgrund, motsvarande kommunvapnet. Efter namnbytet till Region Gotland 2011 används istället en vit flagga med en helröd vädur.
2013 lanserades den så kallade Gotlandiaflaggan, som är randig i guld och lila, av Föreningen Gotlandiaflaggan. Flaggan är baserad på en redogörelse av en spansk munk från 1300-talet som beskriver kungadömet Gotlands flagga som gyllene och lila.
Därutöver föreslog Föreningen Gotland 1984 en röd flagga med landskapets sigill från 1200-talet i vitt, och heraldikern Per Andersson föreslog 1992 en gul nordisk korsflagga med ett grönt kors. Ingen av dem tycks ha fått något genomslag.

## Bildgalleri

Gotlands landskapsvapen broderat för begravningsbanér till Karl X Gustavs begravning den 4 november 1660.
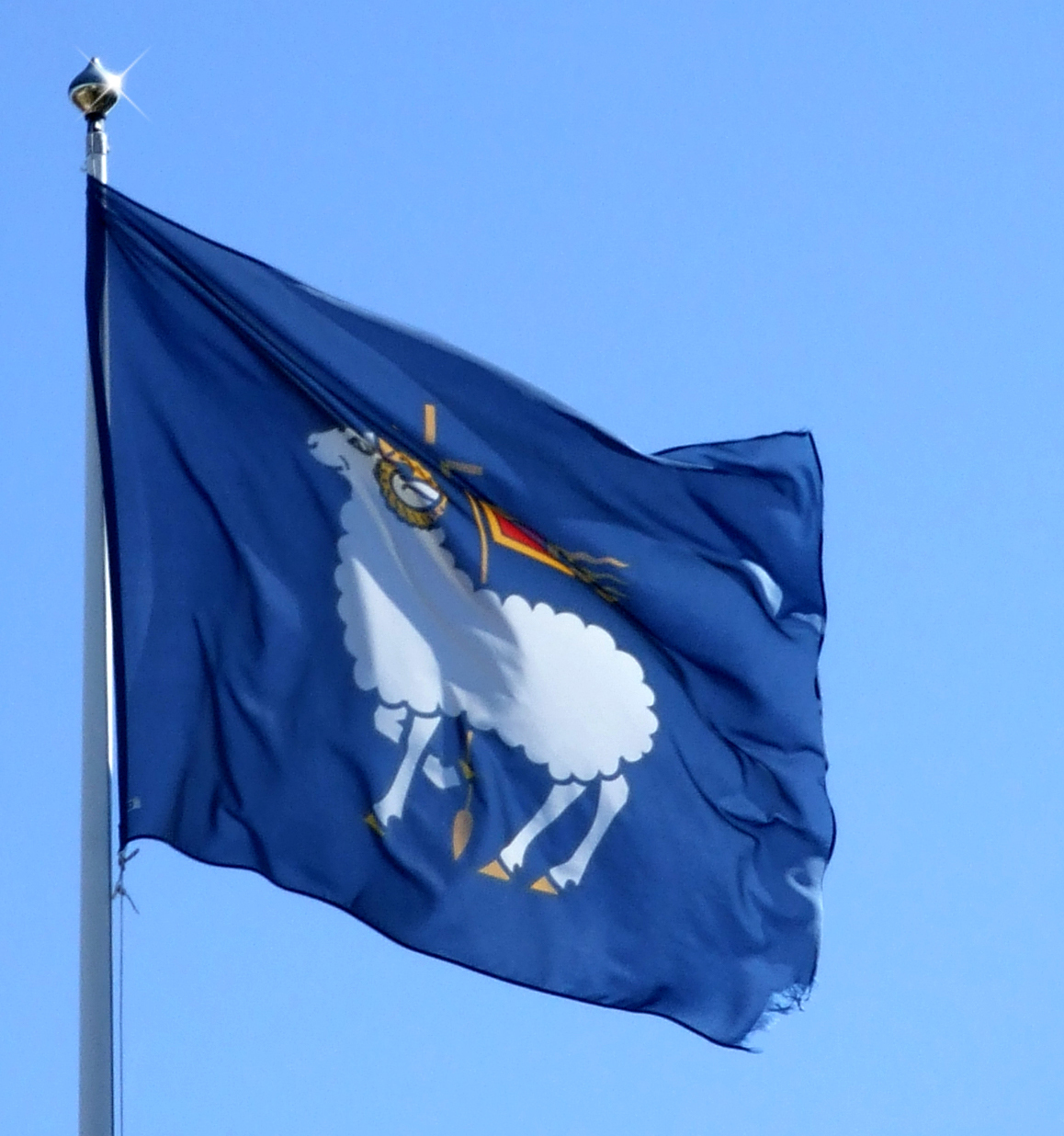
Landskapet Gotlands officiella flagga.
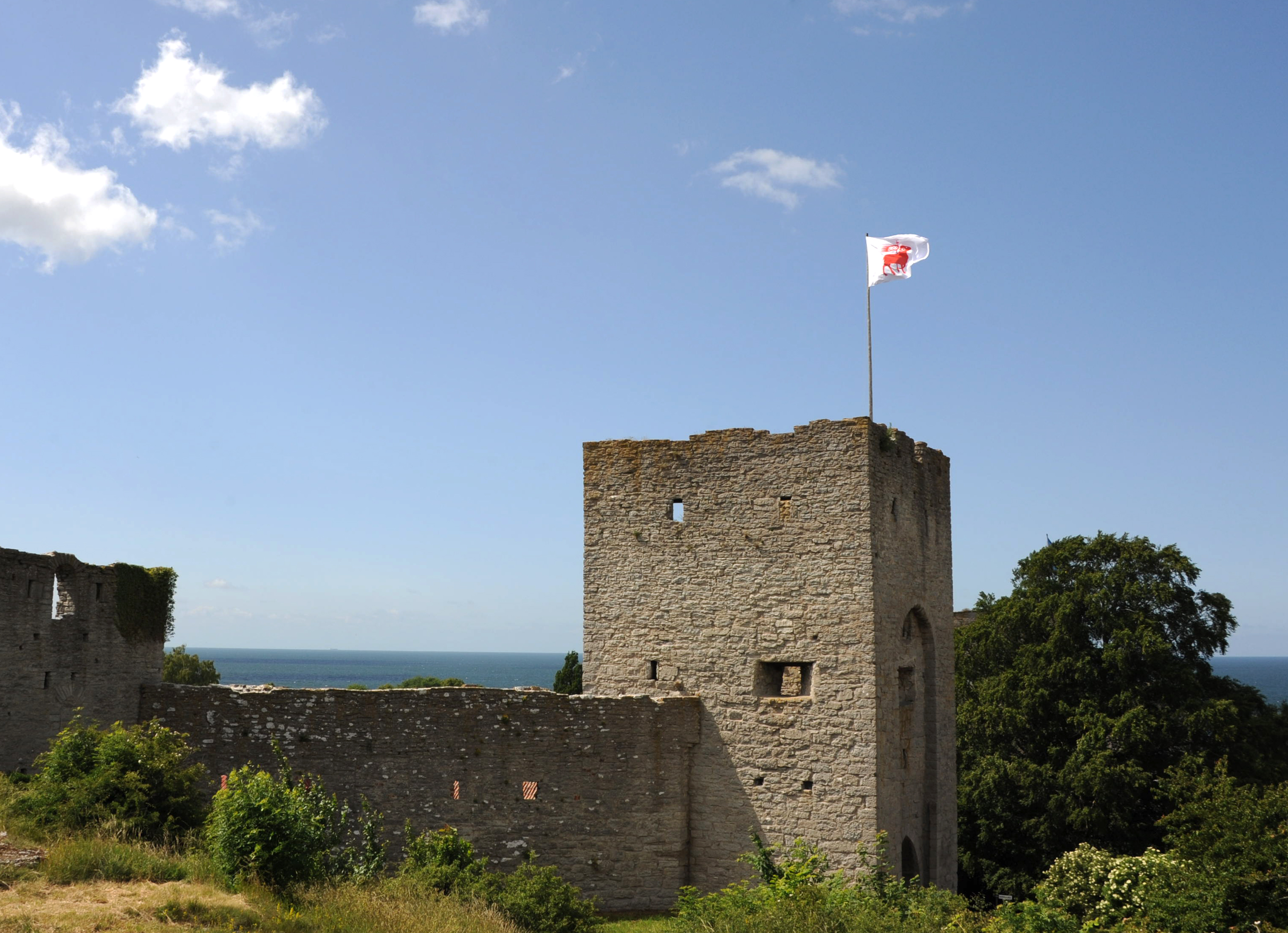
Region Gotlands flagga.
Föreslagen korsflagga för Gotland.[6]